# Престон Меннінг

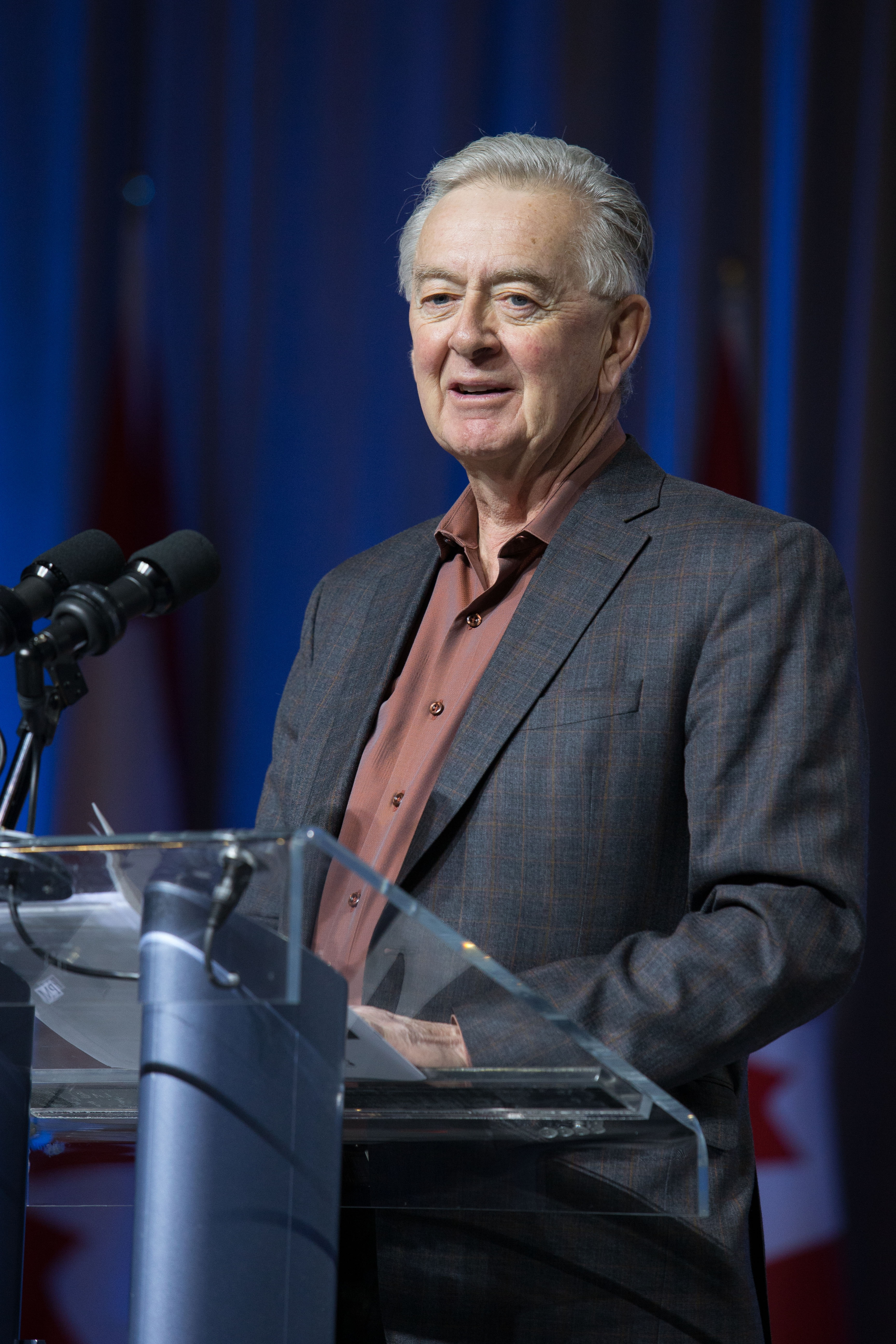
Престон Меннінг

Ернест Престон Меннінг (англ. Ernest Preston Manning; нар. 10 червня 1942, Едмонтон, Альберта) — канадський політик, був лідером Реформістської партії Канади з 1987 по 2000, канадської федеральної політичної партії, яка перетворилася у Канадський альянс. Він входив до Палати громад з 1993 по 2002, лідер опозиції з 1997 по 2000.